# Де Винна, Клайд
Клайд Де Винна (англ. Clyde De Vinna; 13 июля 1890 — 26 июля 1953) — американский кинооператор и оператор-постановщик. Он выиграл премию Американской киноакадемии за лучшую операторскую работу за фильм «Белые тени южных морей», представленный Американской академией кинематографических искусств и наук на второй церемонии вручения премии «Оскар».

## Биография
Клайд Де Винна родился 13 июля 1890 в городе Седалия (штат Миссури).
Де Винна в течение своей карьеры снял более 120 фильмов и телевизионных передач в период с 1916 по 1953. Он окончил университет в штате Арканзас и начал свою карьеру на киностудии Inceville в 1915 году. В 1916 году он снял фильм Рейдеры (MGM). При съемке Трейдер Хорн (1931) в Кении, он был командирован в качестве оператора в африканский базовый лагерь в Найроби.
Де Винна умер 26 июля 1953 в Лос-Анджелесе (штат Калифорния).

## Фильмография
- 1923 — Безумная вечеринка / The Wild Party
- 1925 — Бен-Гур: история Христа / Ben-Hur: A Tale of the Christ
- 1927 — Победители пустыни / Winners of the Wilderness
- 1928 — Закон позвоночника / The Law of the Range
- 1931 — Политика / Politics
- 1931 — Трейдер Хорн / Trader Horn
- 1932 — Тарзан — человек-обезьяна / Tarzan the Ape Man
- 1934 — Остров сокровищ / Treasure Island
- 1934 — Тарзан и его подруга / Tarzan and His Mate
- 1935 — О, дикость! / Ah, Wilderness!
- 1935 — Военно-воздушная академия / West Point of the Air
- 1936 — Старый Хатч / Old Hutch
- 1937 — Негодяй с Бримстоун / The Bad Man of Brimstone
- 1940 — Вайоминг / Wyoming
- 1941 — Плохой человек / The Bad Man
- 1941 — Барнакл Билл / Barnacle Bill
- 1942 — Звуки горна / The Bugle Sounds